# Andrei Galbur
Andrei Galbur (n. 5 iulie 1975, Chișinău) este un diplomat moldovean care din 20 ianuarie 2016 - 21 decembrie 2017 a deținut funcția de Viceprim-ministru și Ministru al Afacerilor Externe și Integrării Europene al Republicii Moldova în Guvernul Pavel Filip. În perioada martie 2015–ianuarie 2016 a fost Viceministru al Afacerilor Externe și Integrării Europene, iar anterior, între ianuarie 2013–martie 2015 a fost Ambasador Extraordinar și Plenipotențiar al Republicii Moldova în Federația Rusă.